# Замок Вилландро
За́мок Вилландро́ (фр. Château de Villandraut) — средневековый замок, расположенный в коммуне Вилландро в департаменте Жиронда, регион Новая Аквитания, Франция. Один из так называемых «климентовских замков». В 1886 году включён в реестр исторических памятников Франции. Находится в руинированном состоянии, открыт для посещения.

## Описание

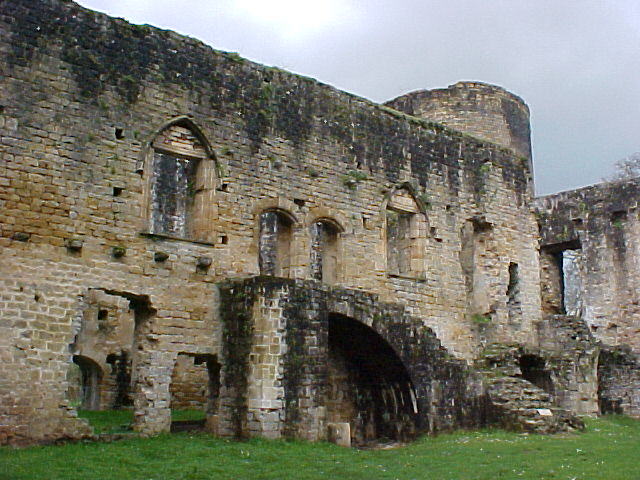
Остатки жилых построек

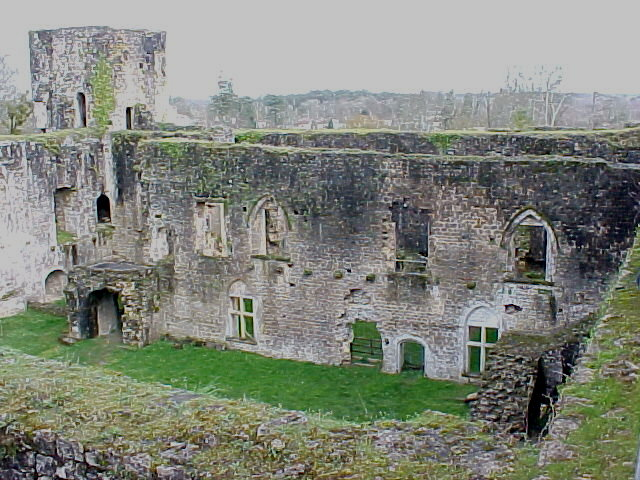
Вид на внутренний двор

Замок был построен в начале XIV века, в 1305—1314 годах. Его возведение связано с именем Бертрана де Го (1264—1314), занимавшего папский престол  под именем Климента V. Родившись в Вилландро, он начал строить в родовом имении замок сразу же после того, как был избран папой 5 июня 1305 года. Одновременно роскошный и хорошо укреплённый замок должен был служить резиденцией папы во время его пребывания в Гиени. 
Дворец-крепость, символ могущества семьи де Го, он несёт три основные функции, характерные для средневековых замков: это защита, место для жизни и отражение богатства и власти своего владельца. Строительство, вероятно, длилось до 1312 года; основная часть замка была завершена в 1307—1308 годах, во время пребывания здесь Климента V.
Несмотря на различные переделки и современное руинированное состояние, замок дошёл до наших дней в практически нетронутом виде и представляет собой самую большую и наиболее совершенную модель равнинных замков. Прямоугольный в плане, он фланкирован по углам четырьмя мощными башнями с бойницами. Расположенные по центру две столь же массивные башни обороняют въезд в замок по узкому мосту с подъёмными воротами, перекинутому через широкий искусственный ров, который ныне осушён. Фортификационная архитектура величественного замка здесь сочетается с удобством жилья: просторные и хорошо освещенные апартаменты выходят окнами на обширный внутренний двор и окрестные земли.
Три крыла дома образуют U-образный дворец с чётко определёнными функциями. Первый, хозяйственный, этаж, был предназначен для конюшен, хозяйственных построек, кухонь, а также караульной. Широкие ступени лестницы ведут на второй этаж, предназначенный для знати. Здесь были расположены двое апартаментов, часовня, и большой зал площадью 240 м² для приёма гостей и отправления правосудия. Личные и представительские помещения разделены аванзалами. Замок, вероятно, был довольно комфортабельным, в нём было более двадцати дымоходов и девятнадцать туалетов. 
От всего внутреннего убранства замка сохранилось лишь несколько напольных узорных терракотовых плиток, скульптурных замковых камней и фрагменты настенных росписей.
12 июля 1886 года Замок Вилландро был включён в реестр исторических памятников Франции.

## Иллюстрации
Замок Вилландро неоднократно запечатлел в своих работах художник и гравёр Лео Друин.

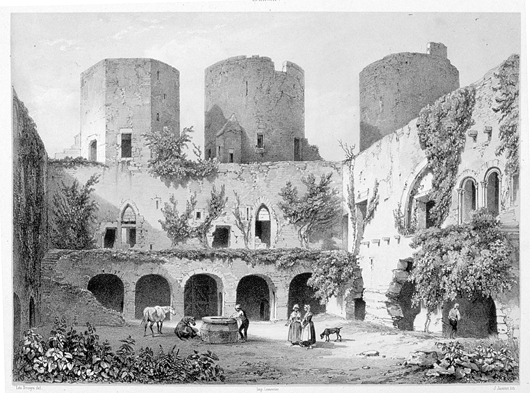
Вид на внутренний двор, 1844
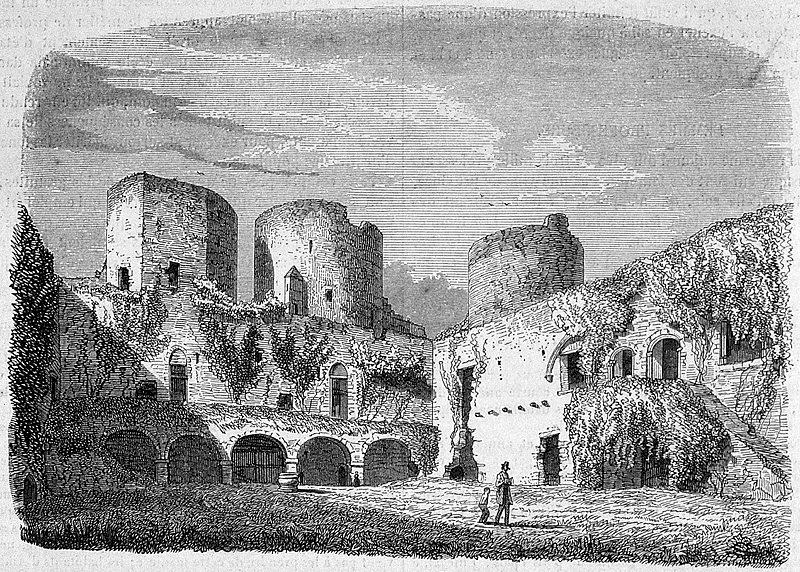
Вид на внутренний двор, 1847
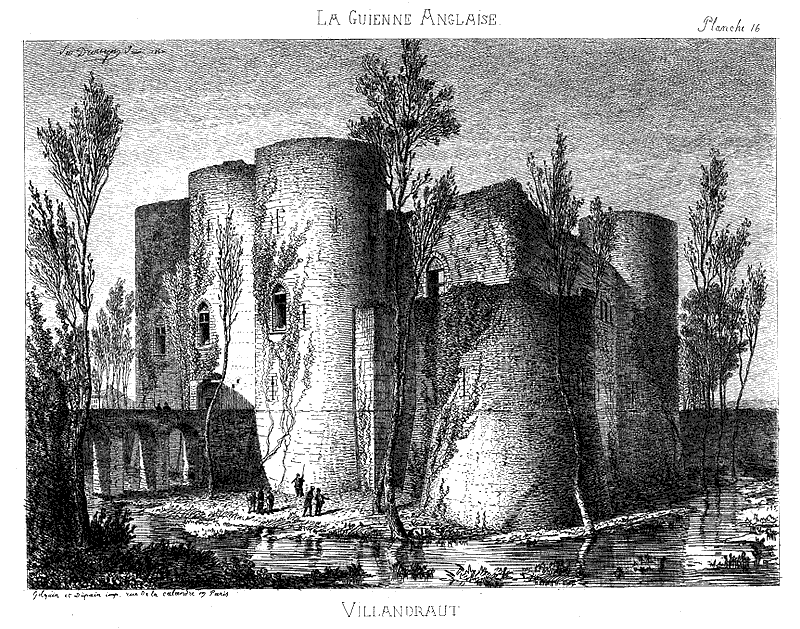
Башни замка, 1860
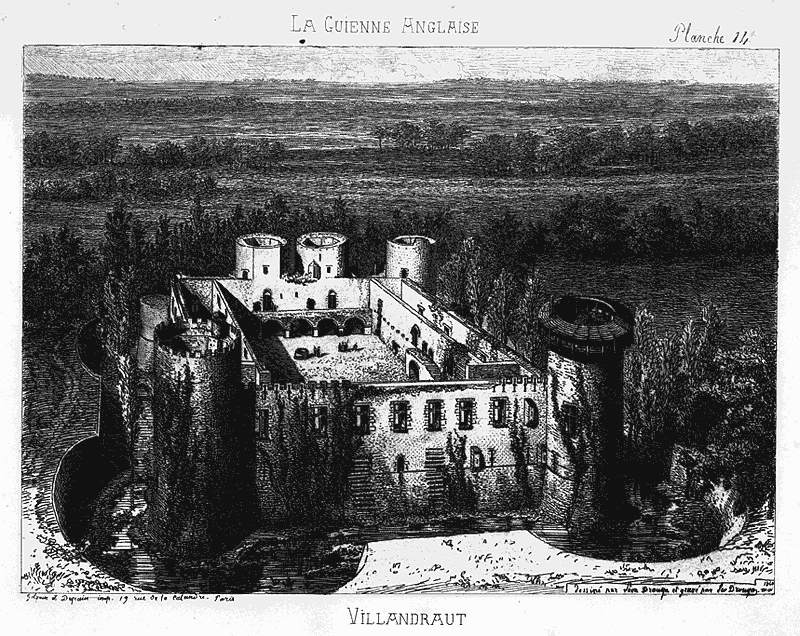
Общий вид замка, 1860
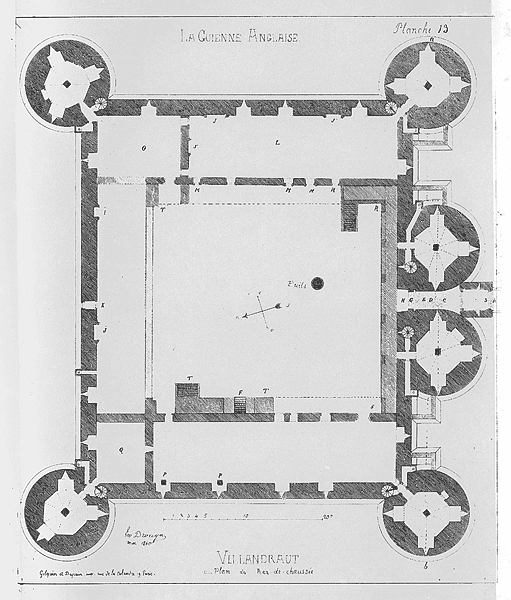
План замка, 1860